# Левченко Євгенія Ігорівна
Євге́нія І́горівна Ле́вченко (* 1994) — українська гандболістка.

## З життєпису
Народилась 1994 року в місті Запоріжжя. Виступала за команду Запорізької державної інженерної академії у сезоні 2010/2011 років. Після того як вінгер грала за «Славію-Дніпро», по тому приєдналася до БК «Реал». Потім перейшла до словацького клубу «Ювента» (Михайлівці) у 2014 році, з яким разом із Ольгою Передерій виграла чемпіонат та Кубок Словаччини у 2015, 2016 й 2017 роках. В сезоні 2016—2017 не виступала, у другій половині сезону 2017—2018 підписа контракт з білоруським клубом «БНТУ-БелАЗ». З клубом вона виграла національний кубок 2018 року. У сезоні 2020/2021 виступала за російський клуб «Астраханочка». Потім перейшла в румунський клуб першого дивізіону «SCM Râmnicu Vâlcea».
На її рахунку 19 матчів за збірну України.